# 山辺大鶙
山辺大鶙（やまのべ の おおたか、山辺之大鶙、生没年不詳）とは、『古事記』に伝わる古代日本の豪族。『日本書紀』では山辺大鶙ではなく祖先の「天湯河板挙」（あめのゆかわたな）が登場する。

## 概要
名前から、大和国（奈良県）山辺郡の人だと推定される。
『古事記』には以下のような物語が語られている。
垂仁天皇の時、本牟智和気王（ほむちわけ の おおきみ）は、成人しても長いこと言葉を発しなかった。ある時、船遊びをしている際に、空高く飛んでいる鵠（くぐい）の声を聞いて、顎を動かして片言を発した。父親である天皇は、山辺大鶙（やまのべ の おおたか）に鵠の捕獲を命じた。大鶙は、紀伊国・播磨国・因幡国・丹波国・但馬国、さらに東へ戻って近江国・美濃国・尾張国・信濃国まで鵠を追跡し、越国まで行った。そこで罠の網を張って鵠を捕獲した。故にその港を和那美之水門（わなみのみなと）と呼ぶようになった。しかし、御子には一向にしゃべる気配が見られなかった。
その後、天皇の大国主神の夢にもとづき、出雲大社の神殿を天皇の宮殿のように修理し、参拝し、仮山を築いたところ、御子はしゃべれるようになった。このことがきっかけで、御子に因んで、鳥取部・鳥甘部・品遅部（ほむじべ)・大湯坐（おおゆえ）・若湯坐（わかゆえ）が定められた。
『日本書紀』にも同様の物語があるが、こちらでは「天湯河板挙」（あめのゆかわたな）が活躍する。彼は天皇の命で出雲国（あるいは但馬国）まで追いかけて鵠を捕獲し、天皇に献上した。皇子はその鵠をもてあそんでいるうちに、言葉を話すことができるようになった。そこで天湯河板挙は姓をいただいて「鳥取造」と名乗った。あわせて、鳥取部・鳥養部・誉津部（ほむつべ）が定められた、とある。
陸奥国柴田郡（現在の宮城県柴田郡大河原町金ヶ瀬）には式内社の大高山神社が鎮座している。正応6年（1293年）の銘のある神社所有の鰐口には「大鷹宮」と記載されており、『古事記』の記載との関連性が窺われる。鷹を使って、白鳥を捕獲する方法が古代日本に大陸より取り入れられ、「山辺大鶙」という名前は鷹の擬人化であろうと思われる。
このほか、群馬県前橋市の小坂子（こざかし）の南に「鳥取」という小字が存在する。上野国勢多郡従三位の鳥取神社（現：大鳥神社）があり、祭神は山辺大鶙である。